# تركيز الهيموجلوبين الكريوي الوسطي

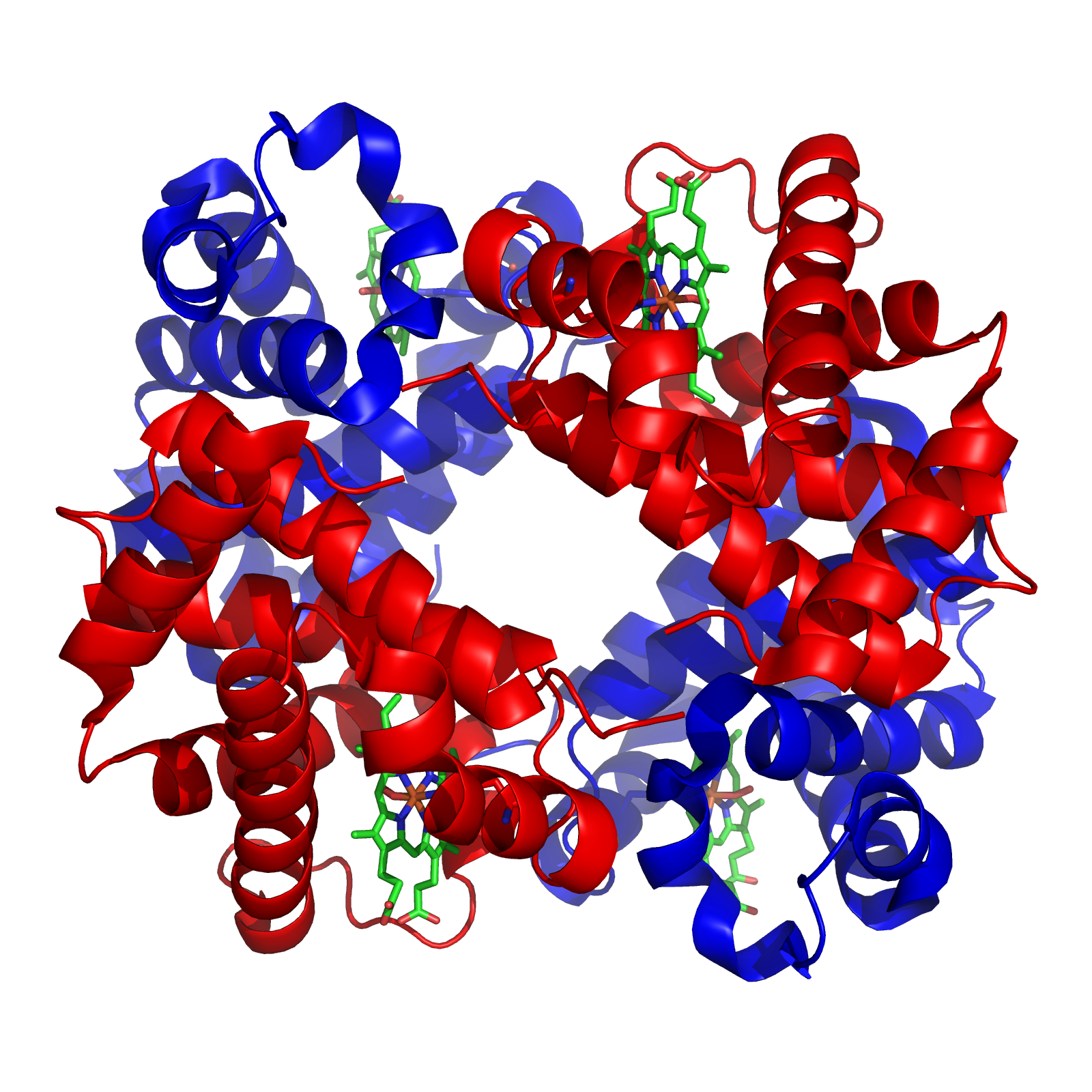
الهيموغلوبين

تركيز الهيموجلوبين الكريوي الوسطي (بالإنجليزية: Mean corpuscular hemoglobin concentration)‏ اختصارًا MCHC، هو مقياس لتركيز الهيموغلوبين في حجم معين من خلايا الدم الحمراء.
يتم حسابه بقسمة الهيموجلوبين على الهيماتوكريت. المجالات المرجعية للاختبارات الدموية هي 32 إلى 36 جم / ديسيلتر (320 إلى 360 جم / لتر)، أو بين 4.81 و 5.58 مليمول / لتر. وبالتالي فهو تركيز كتلي أو تركيز مولي. ومع ذلك فإن العديد من الأمثلة تقيس (MCHC) بالنسبة المئوية (%)، كما لو كانت كسرا كتليًا (mHb / mRBC) ومع ذلك فإن متوسط تركيز الهيموجلوبين عدديًا (جم / ديسيلتر) ونسبة كتلة الهيموجلوبين في خلايا الدم الحمراء (%) متطابقة بافتراض أن كثافة كرات الدم الحمراء تبلغ 1 جم/ مل والهيموجلوبين ضئيل في البلازما.

## التفسير
يمكن تفسير انخفاض تركيز الهيموجلوبين الكريوي الوسطي في الجسم على أنه تحديد انخفاض إنتاج الهيموجلوبين. يمكن أن يكون طبيعيًا حتى عندما ينخفض إنتاج الهيموجلوبين (مثل نقص الحديد) بسبب أداة حسابية.  يمكن أن يكون أيضًا مرتفعًا ("متعدد الألوان") في كثرة الكريات الحمر الكروية الوراثية، ومرض فقر الدم المنجلي ومرض هيموغلوبين c متماثل الزيجوت اعتمادًا على مقياس الكريات، يمكن أن يكون تركيز الهيموجلوبين الكريوي الوسطي في الجسم مرتفعًا في بعض حالات فقر الدم الضخم الأرومات، يمكن أن يرتفع بشكل خاطئ عندما يكون هناك تراص للخلايا الحمراء (يؤدي إلى خفض عدد كرات الدم الحمراء المقاسة بشكل خاطئ) أو عندما يكون هناك عتامة في البلازما (زيادة الهيموجلوبين المقاس بشكل خاطئ)، تشمل أسباب عتامة البلازما التي يمكن أن تزيد بشكل خاطئ من تركيز الهيموجلوبين الكريوي الوسطي: فرط بيليروبين الدم، وزيادة شحوم الدم، والهيموجلوبين الحر في البلازما (بسبب انحلال الدم)

## المضاعفات
بسبب الطريقة التي يحسب بها عداد الخلايا الإلكتروني خلايا الدم، قد يشير ارتفاع نسبة MCHC (أكبر من حوالي 370 جم / لتر) إلى أن الدم من شخص مصاب بالراصة الباردة، أو قد تكون هناك مشكلة أخرى تؤدي إلى نتيجة أو أكثر من النتائج المصطنعة التي تؤثر على MCHC.
فعلى سبيل المثال بالنسبة لبعض المرضى الذين يعانون من الراصات الباردة عندما يصبح دمهم أكثر برودة من 37 درجة مئوية، تتجمع الخلايا الحمراء معًا، ونتيجة لذلك قد يقوم المحلل بالإبلاغ بشكل غير صحيح عن عدد قليل من خلايا الدم الحمراء شديدة الكثافة.  سينتج عن هذا رقم مرتفع بشكل مستحيل عندما يحسب المحلل MCHC.عادة ما يتم تحديد هذه المشكلة من قبل المختبر قبل الإبلاغ عن النتيجة، يمكن تدفئة الدم حتى تنفصل الخلايا عن بعضها البعض، ويتم إدخالها بسرعة في الجهاز بينما لا تزال دافئة.
هناك أربع خطوات عند تلقي المشتبه به (زيادة MCHC > 370 جم / لتر أو> 37.0 جم / ديسيلتر) :
1. أعد خلط أنبوب جمع العينات EDTA — إذا تم تصحيح MCHC، فأبلغ عن النتائج المصححة
2. الحضانة عند 37 درجة مئوية - إذا تم تصحيح MCHC، قم بالإبلاغ عن النتائج المصححة والتعليق على الراصات الباردة المحتملة
3. استبدال المحلول الملحي: استبدل البلازما بنفس كمية محلول ملحي لاستبعاد التداخل مثل فرط شحميات الدم والأجسام المضادة للمناعة الذاتية - إذا تصحَّحت MCHC، قم بالإبلاغ عن النتائج المصححة والتعليق على شحوم الدم.
4. تحقق من الشريحة للكشف عن كثرة الكريات الحمراء (على سبيل المثال كثرة الكريات الحمر الكروية الوراثية مابين أسباب أخري).